# Phare de Beyrouth (1957)
L'  ancien phare de Beyrouth (en anglais : Old Beirut Lighthouse) est un phare inactif situé dans le quartier de Ras Beirut au port de Beyrouth (Gouvernorat de Beyrouth au Liban).

## Histoire
la première station de signalisation à Beyrouth date de 1840.
Le deuxième phare, construit en 1957, fut hors service entre 1982 et 1990 durant la guerre civile au Liban et le conflit avec Israël. Il a été désactivé en 2003 quand un immeuble de grande hauteur, la Tour Manara, a été construite devant. Rabih Ammash, l'homme d'affaires qui a construit la tout Manara, a contribué à la construction du nouveau phare sur le front de mer
.
Le vieux phare continue à être utilisé comme une station relais pour Radio Liban. Un tir d'avion israélien, le 10 août 2006, a endommagé l'antenne de la station et le sommet du phare. Ces dégâts ont apparemment été réparés.
Il est localisé au-dessus de la corniche, sur le boulevard de bord de mer célèbre de Beyrouth, à environ 400 m à l'ouest de Ras Bayrut, un cap saillant dans la Méditerranée.

## Description
Le phare est une tour octogonale en maçonnerie de 27 m de haut, avec double galerie et lanterne. La tour est blanche avec des larges bandes noires.
|             |
| Tour Manara |

|          |
| Le phare |

### Lien connexe
- Liste des phares du Liban